# Rodolphe Bernard
Rodolphe Julien Joseph Bernard (Sprimont, 11 april 1889 - aldaar, 9 januari 1951) was een Belgisch senator.

## Levensloop
Bernard volgde na zijn lagere school een opleiding tot industrieel tekenaar aan de industriële school van Sprimont. Tegelijkertijd liep hij als leerjongen mee in een steenhouwatelier. Na afloop van zijn opleiding ging hij aan de slag als steenhouwer en in 1908 sloot hij zich aan bij de vakbond voor steenhouwers. Hij was ook vaak te vinden in het socialistische volkshuis van Poulseur, tot groot ongenoegen van zijn katholieke familie, die hem als een verrader beschouwde. Een jaar later werd hij secretaris van de steenhouwersvakbond van Poulseur en lid van de plaatselijke mutualiteit Comité de La Fourmilière. Ook was Bernard betrokken bij de coöperatieve van steenhouwers in Sprimont en werd hij lid van de raad van beheer van de lokale kruidenierswinkel van het volkshuis van Poulseur, die in 1925 werd opgericht. 
In mei 1914 was Bernard deel uit een van de leiders van de steenhouwersstaking in Sprimont, Chanxhe en Florzé, die was uitgebroken uit protest tegen het nieuwe arbeidsreglement en de lonen die de werkgevers in de plaatselijke steengroeves wilden opleggen. De arbeiders eisten een loonsverhoging van 10 procent, meer arbeiderscontracten en de herinvoering van de steenveiling, eisen waar de werkgevers niet over wilden onderhandelen. Als gevolg hiervan gingen zij op zoek naar goedkope buitenlandse werkkrachten die het werk in de steengroeves moesten overnemen. De lokale handelaars in Sprimont probeerden deze plannen te boycotten door iedere verkoop van voedsel aan buitenlandse werkkrachten te weigeren. De Eerste Wereldoorlog, die enkele maanden later uitbrak, legde alle economische activiteiten van de steenhouwers en dus ook hun staking stil. Na de hervatting van de economische activiteiten na het einde van de oorlog bleek dat er nog steeds geen toenadering tussen werkgevers en steenhouwers mogelijk was, waarna de steenhouwersstaking in 1919 opnieuw van start ging. De socialistische minister van Arbeid, Joseph Wauters, greep in en startte een bemiddeling op die het conflict moest ontmijnen. Uiteindelijk bereikten werkgevers en vakbonden een akkoord: het systeem van de steenveiling werd opnieuw ingevoerd en er werd een commissie opgericht die een nieuw loontarief zou vastleggen. Rodolphe Bernard nam als vertegenwoordiger van de steenhouwers deel aan de werkzaamheden van deze commissie, die een voorstel uitwerkte dat grotendeels tegemoet kwam aan de eisen van de vakbonden. In juni 1919 ging de steenhouwers in de regio Sprimont weer aan de slag. 
Door zijn rol bij de ontmijning van de staking werd Bernard opgemerkt door Hubert Lapaille, bestendig secretaris van de Centrale der Steenbewerkers van België voor de provincie Luik, en kon hij aan de slag gaan bij de administratie van het provinciaal secretariaat. In 1933 volgde hij Lapaille op als provinciaal secretaris en vanaf 1924 was hij eveneens lid van het Nationaal Comité van de Centrale der Steenbewerkers.
Zijn vakbondsactiviteiten brachten Rodolphe Bernard in de politiek. In 1927 werd hij voor de socialisten gemeenteraadslid van Sprimont, waar hij van 1927 tot 1946 schepen was. Ook in de nationale politiek werd hij actief; van 1932 tot 1949 zetelde hij namelijk in de Senaat: van 1932 tot 1946 als provinciaal senator voor Luik en van 1946 tot 1949 als rechtstreeks gekozen senator voor het arrondissement Luik. Als senator was hij lid van de commissies Openbare Werken en Buitenlandse Zaken en wees hij op de economische situatie van steenbewerkers, die zwaar leden onder de economische crisis van de jaren 1930 en de stijgende import van stenen uit het buitenland en massaal in de werkloosheid belanden. Bernard wilde dit keren door te investeren in grote openbare werken en de steenbouw in België te bevorderen.
Tijdens de Tweede Wereldoorlog werd Rodolphe Bernard in 1943 tewerkgesteld door de provincie Luik, als opzichter van de reconstructiewerken aan de steenbrug over de Ourthe in Chanxhe. Deze functie stelde hem in staat om de clandestiene socialistische pers te verspreiden in dertig gemeenten. Na de oorlog werd bij hem een hartkwaal en suikerziekte vastgesteld en ging zijn gezondheid steeds verder achteruit. In januari 1951 overleed Rodolphe Bernard.